# Капличний Володимир Олександрович
Володи́мир Олекса́ндрович Капли́чний (* 26 лютого 1944, Кам'янець-Подільський — † 19 квітня 2004, Київ) — український радянський футболіст і футбольний тренер. Майстер спорту міжнародного класу (1972).

## Життєпис
Хлопець із Кам’янця-Подільського Володимир Капличний потрапив до хмельницького «Динамо» в 1962-му, коли йому було 19 − під час одного з турнірів на нього поклав око тодішній наставник хмельничан Євген Лемешко. Молодий гравець не просто майже одразу закріпився в «основі», а й став одним із ключових виконавців. Втрачати вправного центрального захисника команді було шкода, але тому підійшов час служити в армії й Капличний перебрався у львівський СКА. Марив київським «Динамо», але цілком прогнозовано, зважаючи на рівень своєї гри, опинився в московському ЦСКА.

Могила Володимира Капличного

Капля − так називали його друзі та партнери. Для суперників же він був справжнім вовкодавом (це прізвисько придумав для Володимира сам Лев Яшин). Мертву хватку армійця відчули на собі такі знані форварди, як угорець Фаркаш і німець Мюллер, югослав Джаїч і бразилець Жаїрзіньйо. Кілька років він складав непрохідний тандем центрбеків із Альбертом Шестерньовим, від якого отримав у спадщину капітанську пов’язку і в ЦСКА, і в збірній Союзу, за яку провів 62 матчі. Здобув «срібло» Євро-72 та «бронзу» Олімпіади того ж року. Зіграв також на світовій першості-1970 і чемпіонаті Європи-1968, де увійшов до символічної збірної Старого Світу. 
Після закінчення вищої школи тренерів та стажування в югославських "Црвені Звєзді" і "Партизані", працював під орудою Всеволода Боброва в московському ЦСКА. Потім тренував львівський СКА. І навіть домігся перших успіхів на тренерському терені. Коли прийняв команду, вона була на 9-му місці. До кінця сезону 1979 року команда увійшла в групу лідерів, а в наступному році стала чемпіоном України. Але після непорозуміння з керівництвом клубу Капличний полишає Львів. У 1983 році його, як кадрового офіцера, направили старшим тренером в одеський СКА. Однак при повному безгрошів'ї важко було розраховувати на успіх з командою, яка ледве трималася на плаву. У 1984 році, втомившись від безплідної праці, переїжджає до Києва.
Якийсь час Володимир Капличний працював зі збірною українських інвалідів-ампутантів. Під його керівництвом вони стали третіми на чемпіонаті світу.
Автор книги (у співавторстві з Мар'яном Красуцьким) «Футбол — не только игра» (Кам'янець-Подільський, 1996).
Останні  роки життя провів у Києві, працюючи інспектором другої української ліги. Помер 19 квітня 2004 року. Похований в Києві на Лісовому кладовищі.
У 2011 році Капличному Володимиру Олександровичу було присвоєно звання "Почесний громадянин міста Кам'янець-Подільского"

## Досягнення
- Чемпіон СРСР 1970 року
- Віце-чемпіон Європи: 1972
- Бронзовий олімпійський призер: 1972